# Zmíevka
Zmíevka - Змиевка (rus) és un poble (possiólok) de l'óblast de Penza (Rússia). El 2010 tenia 7 habitants.